# HMS London (69)
L'HMS London è stata un incrociatore pesante classe County, tipo London, della Royal Navy. Venne impostata nei cantieri di Portsmouth il 23 febbraio 1926, varata il 14 settembre 1927 ed entrò in servizio il 31 gennaio del 1929.

## Servizio negli anni 30

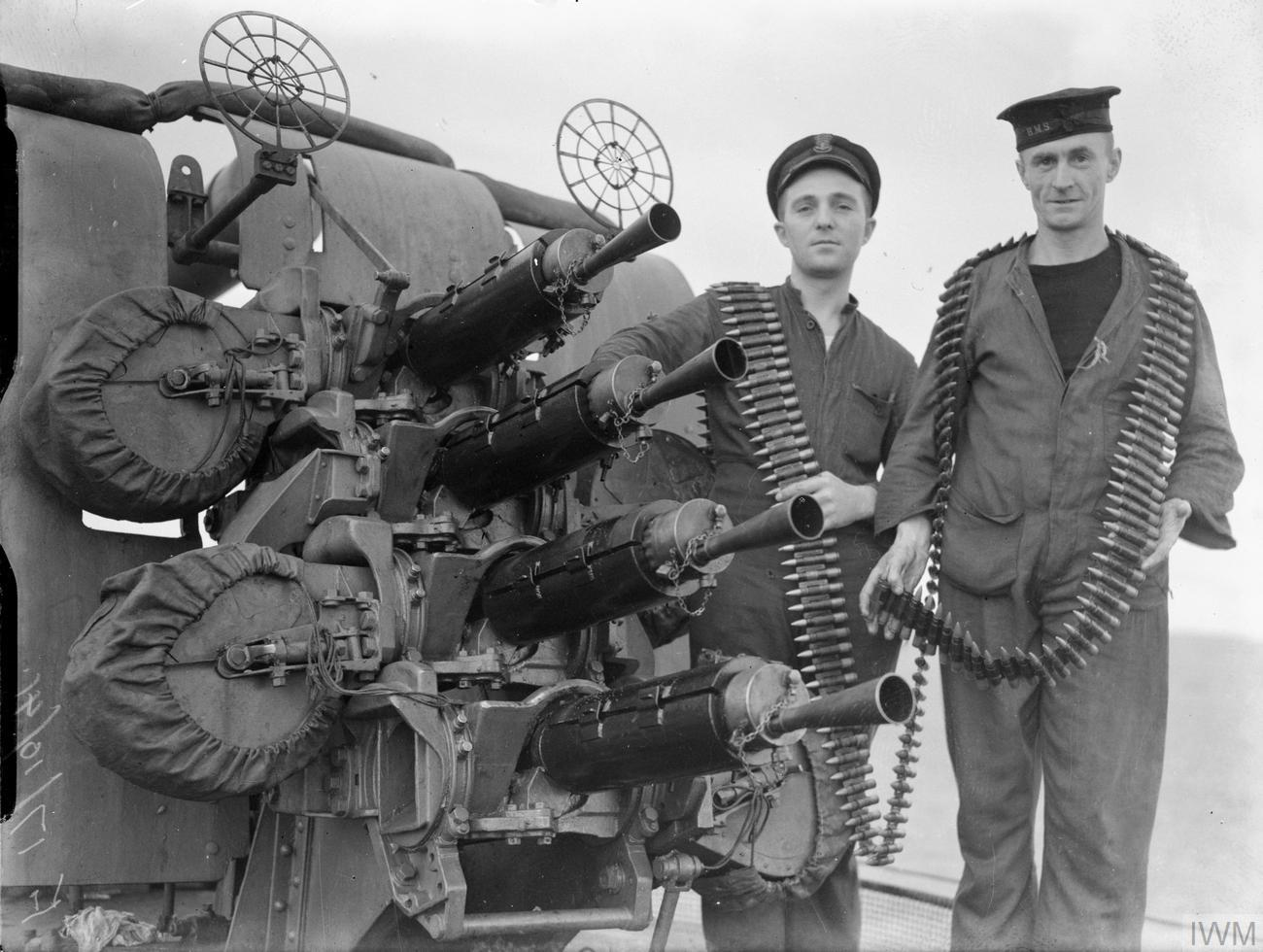
Una delle postazioni di mitragliatrici quadruple Vickers con i suoi serventi

Dall'entrata in servizio la London servì con il Primo Squadrone Incrociatori fino al marzo 1939 e durante la permanenza al comando dello Squadrone dell'Ammiraglio Max Horton ne fu l'ammiraglia. Durante la Guerra civile spagnola insieme alla sorella Shropshire evacuò migliaia di civili da Barcellona. Dal marzo 1939 entrò in cantiere per importanti modifiche che ne mutarono anche l'aspetto. Inizialmente si pensò anche di sostituire le macchine ma il progetto venne abbandonato. Il peso aggiunto con la costruzione del nuovo ponte mise a dura prova lo scafo e creò molti problemi fino a che non venne rinforzato completamente. I lavori proseguirono fino al marzo 1941, in piena seconda guerra mondiale.

## La seconda guerra mondiale

### Atlantico, Sudafrica e Artico
Nel maggio del 1941, mentre si trovava in navigazione nel Nord Atlantico insieme alla Dorsetshire, venne inviata verso sud per partecipare alla caccia alla Bismarck. Successivamente venne trasferita in Sudafrica dove il 5 giugno seguente intercettò insieme al cacciatorpediniere Brilliant le navi cisterna tedesche Esso Hamburg ed Egerland, che incrociavano nella zona di rifornimento al largo della rotta Freetown-Natal. Gli equipaggi tedeschi autoaffondarono le navi non appena si videro intercettati. Il 26 giugno intercettò un'altra nave cisterna, la Babitonga, che aveva il compito di rifornire di carburante la corsara Atlantis. In seguito tornò in patria per essere assegnata a compiti di scorta ai convogli artici diretti in Unione Sovietica. Nel settembre 1941 trasportò da Scapa Flow ad Arcangelo una delegazione angloamericana che comprendeva Lord Beaverbrook e W. Averell Harriman, che aveva il compito di tenere i contatti con il governo sovietico a Mosca. Tornò a Scapa Flow il 30 settembre insieme ad un convoglio di 14 mercantili di ritorno in Inghilterra. Nel mese di ottobre divenne chiaro che il peso del ponte, maggiorato durante la costruzione, aveva danneggiato lo scafo, messo a dura prova anche dalle operazioni in Oceano. Quindi la London dovette entrare nuovamente in cantiere per riparazioni.

### In Estremo Oriente

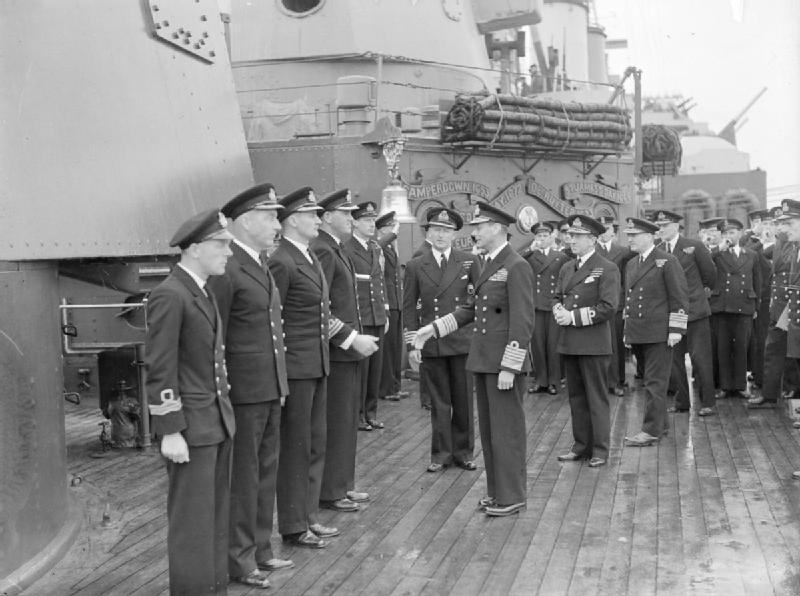
Il Re Giorgio VI mentre visita la London nel 1943

I lavori di raddobbo iniziarono nel gennaio successivo nel Tyne. I lavori e le successive prove vennero completati un anno dopo, nel gennaio del 1944. Nel marzo seguente venne trasferita presso la Flotta Orientale con base a Trincomalee, sull'isola di Ceylon, al comando dell'ammiraglio Somerville. Il 19 aprile scortò le portaerei nel raid aereo contro Sabang nella cosiddetta Operazione Cockpit. In maggio partecipò al nuovo raid delle portaerei contro Surabaya scortando insieme alla Suffolk le navi di rifornimento della task force. In ottobre la Flotta Orientale venne utilizzata per creare un diversivo, attaccando le isole Nicobare, per permettere lo sbarco sull'isola di Leyte.
Nell'aprile 1945 si trovava nell'Oceano Indiano dove prese parte al bombardamento di Sabang denominato Operazione Sunfish. Tra maggio e luglio si trovò in bacino a Simon's Town in Sudafrica per lavori di pulizia e riparazioni dello scafo. In agosto tornò nell'Oceano Indiano rimanendo ancorata al largo di Sabang per ordine del commodoro Poland. Delegati giapponesi portarono a bordo vari documenti riguardanti sbarramenti di mine per dimostrare la loro buona fede e pochi giorni dopo il Vice Ammiraglio Hirose della Marina imperiale giapponese si arrese a bordo della London a nome delle forze presenti a Sumatra.

### Il dopoguerra e la vicenda dell'Amethyst
Il 25 aprile 1949, il vice ammiraglio A.Madden, venuto a sapere che la fregata Amethyst si trovava intrappolata sul Fiume Azzurro, salpò con la London e la fregata Black Swan per soccorrerla. Maiden pensava che la presenza dell'incrociatore sarebbe bastata ad evitare attacchi e ritorsioni da parte dei comunisti cinesi. Poco dopo aver iniziato la risalita del fiume la London venne fatta oggetto di un violento fuoco di pezzi da 105 e 37 mm ai quali rispose con tutti i pezzi, venendo però colpita più volte. La nave quindi si ritirò, trovandosi con tutte le torrette di prua inutilizzabili, dopo aver sparato 132 colpi da 203 mm, 449 da 102 mm e più di 2.000 colpi con i pezzi antiaerei leggeri. A bordo si contarono 13 morti e 30 feriti.
In giugno tornò in patria da Hong Kong dopo essere stata sostituita dall'incrociatore Kenya, e venne messa in disarmo nel Fiume Fal. Venne venduta il 3 gennaio 1950. Il 22 seguente giunse a Barrow-in-Furness per essere demolita nei cantieri T.W. Ward.